# Caroline Rask
Caroline Rask (født 25. maj 1994) er en dansk fodboldspiller, midtbanespiller, der spiller for Milan. Hun har tidligere spillet for Fortuna Hjørring i Elitedivisionen, hvor hun også var anfører. Hun har også spillet for Danmarks kvindefodboldlandshold. Rask blev en del af Fortuna Hjørring i 2011. Hun fik sin debut på A-landsholdet, da hun blev skiftet ind for Pernille Harder i kampen mellem Danmark og Portugal, der endte uafgjort 2-2 under Algarve Cup 2015 – hvor hun også scorede sit første mål for landsholdet.

## Hæder

### Klub
Fortuna Hjørring
Mester
- Elitedivisionen: 2013–14, 2015-16, 2017-18
- DBUs Landspokalturnering for kvinder: 2016, 2019